# Condé-sur-Vesgre
Condé-sur-Vesgre és un municipi francès, situat al departament d'Yvelines i a la regió de Illa de França. L'any 2007 tenia 1.041 habitants.
Forma part del cantó de Bonnières-sur-Seine, del districte de Mantes-la-Jolie i de la Comunitat de comunes del Pays Houdanais.

## Demografia

### Població
El 2007 la població de fet de Condé-sur-Vesgre era de 1.041 persones. Hi havia 366 famílies, de les quals 68 eren unipersonals (16 homes vivint sols i 52 dones vivint soles), 109 parelles sense fills, 177 parelles amb fills i 12 famílies monoparentals amb fills.
La població ha evolucionat segons el següent gràfic:
Habitants censats

### Habitatges
El 2007 hi havia 460 habitatges, 382 eren l'habitatge principal de la família, 50 eren segones residències i 28 estaven desocupats. 432 eren cases i 21 eren apartaments. Dels 382 habitatges principals, 335 estaven ocupats pels seus propietaris, 32 estaven llogats i ocupats pels llogaters i 15 estaven cedits a títol gratuït; 1 tenia una cambra, 24 en tenien dues, 27 en tenien tres, 73 en tenien quatre i 256 en tenien cinc o més. 333 habitatges disposaven pel capbaix d'una plaça de pàrquing. A 130 habitatges hi havia un automòbil i a 237 n'hi havia dos o més.

### Piràmide de població
La piràmide de població per edats i sexe el 2009 era:
| Homes | Edats   | Dones |
| ----- | ------- | ----- |
| 0     | 95 o +  | 0     |
| 8     | 90 a 94 | 4     |
| 4     | 85 a 89 | 4     |
| 8     | 80 a 84 | 4     |
| 4     | 75 a 79 | 16    |
| 20    | 70 a 74 | 16    |
| 4     | 65 a 69 | 12    |
| 20    | 60 a 64 | 8     |
| 52    | 55 a 59 | 24    |
| 40    | 50 a 54 | 60    |
| 56    | 45 a 49 | 68    |
| 24    | 40 a 44 | 32    |
| 44    | 35 a 39 | 44    |
| 28    | 30 a 34 | 24    |
| 28    | 25 a 29 | 24    |
| 52    | 20 a 24 | 28    |
| 52    | 15 a 19 | 44    |
| 60    | 10 a 14 | 24    |
| 52    | 5 a 9   | 24    |
| 12    | 0 a 4   | 36    |

## Economia
El 2007 la població en edat de treballar era de 716 persones, 540 eren actives i 176 eren inactives. De les 540 persones actives 506 estaven ocupades (269 homes i 237 dones) i 34 estaven aturades (16 homes i 18 dones). De les 176 persones inactives 59 estaven jubilades, 69 estaven estudiant i 48 estaven classificades com a «altres inactius».

### Ingressos
El 2009 a Condé-sur-Vesgre hi havia 390 unitats fiscals que integraven 1.057 persones, la mediana anual d'ingressos fiscals per persona era de 26.352 €.

### Activitats econòmiques
Dels 46 establiments que hi havia el 2007, 1 era d'una empresa de fabricació d'altres productes industrials, 5 d'empreses de construcció, 8 d'empreses de comerç i reparació d'automòbils, 3 d'empreses de transport, 2 d'empreses d'hostatgeria i restauració, 7 d'empreses d'informació i comunicació, 2 d'empreses immobiliàries, 15 d'empreses de serveis i 3 d'empreses classificades com a «altres activitats de serveis».
Dels 7 establiments de servei als particulars que hi havia el 2009, 1 era una oficina de correu, 1 paleta, 1 fusteria, 2 electricistes, 1 restaurant i 1 agència immobiliària.
L'únic establiment comercial que hi havia el 2009 era una botiga de menys de 120 m².

## Equipaments sanitaris i escolars
El 2009 hi havia una escola elemental integrada dins d'un grup escolar amb les comunes properes formant una escola dispersa.

## Poblacions més properes
El següent diagrama mostra les poblacions més properes.